# Sirik
För andra betydelser, se Sirik (olika betydelser).
Sirik (persiska: سیریک) är en stad i sydöstra Iran. Den är administrativt centrum i delprovinsen (shahrestan) Sirik i provinsen Hormozgan.